# Steven Hooker
Steven Hooker (født 16. juli 1982 i Melbourne) er en australsk tidligere atletikudøver (stangspringer) og olympisk guldvinder.
Hooker deltog første gang ved de olympiske lege i 2004 i Athen, hvor han sprang 5,30 m, hvilket gav en delt 28. plads.
Bedre gik det fire år senere i Beijing. Her kvalificerede han sig til finalen med et spring på 5,65 m, og her klarede han først 5,60, hvorpå han forsøgte sig på 5,80 m. Her var kun tre andre springere tilbage, og amerikaneren Derek Miles og russeren Dmitrij Starodubtsev klarede ikke denne højde, mens Hooker kom over i tredje forsøg. Derpå stod kampen om guldet mellem ham og russeren Jevgenij Lukjanenko. Begge klarede 5,85 m i tredje forsøg, men Lukjanenko kom ikke over 5,90 m, hvilket Hooker gjorde i tredje forsøg. Han sluttede af med at forsøge sig på 5,96 m, hvilket han endnu engang klarede i tredje forsøg. Dermed vandt han guld og satte samtidig ny olympisk rekord.
Han deltog en sidste gang ved OL 2012 i London. Her kvalificerede han sig til finalen med et spring på 5,50 m, men her kom han ikke over overliggeren i noget forsøg.
Blandt hans andre store resultater var et VM-guld 2009, hvor han sprang 5,90 m, og VM-guld indendørs 2010 med 6,01 m.